# 不法之徒
《不法之徒》（英語：Down by Law）是吉姆·贾木许1986年执导的黑白独立电影。由汤姆·威茨、约翰·卢瑞尔、罗伯托·贝尼尼主演。
该片是关于三个人被捕、被囚以及越狱的故事。与传统越狱电影不同的是，它更关注囚犯之间的互动，而不是越狱技巧。罗比·穆勒的慢镜头是该片的一大特色。该片曾入选1986年戛纳电影节。